# Desa Pekacangan (administrativ by i Indonesien, lat -7,68, long 109,81)
Desa Pekacangan är en administrativ by i Indonesien.   Den ligger i provinsen Jawa Tengah, i den västra delen av landet, 400 km öster om huvudstaden Jakarta.